# Бильграм, Хедвиг
Хедвиг Бильграм (нем. Hedwig Bilgram; род. 31 марта 1933, Мемминген) — немецкая органистка и клавесинист

ка.
Начала учиться музыке под руководством Тильды Краусхаар, ученицы Августа Шмида-Линднера. Затем поступила в Мюнхенскую высшую школу музыки и театра, где её учителями были, прежде всего, Карл Рихтер и Фридрих Вюрер. Как органистка в 1956 г. заняла первое место в национальном студенческом конкурсе, а в 1959 г. выиграла международный конкурс ARD.
Выступала как органистка и клавесинистка с оркестром под руководством своего наставника Рихтера. На протяжении многих лет играла в дуэте с трубачом Морисом Андре, исполнив премьеры сочинений Андре Жоливе, Анри Томази, Харальда Генцмера.
В 1961—1998 гг. профессор органа, с 1964 г. также клавесина в Мюнхенской высшей школе музыки. Среди её учеников, в частности, Лионель Парти.